# Michel Bacos
Michel Bacos (né le 3 mai 1924, et mort le 26 mars 2019 à Nice) est un pilote de ligne français.

## Biographie
Michel Bacos a grandi à Port Saïd en Égypte où son père travaille comme avocat. À dix-sept ans[réf. nécessaire], il s'engage dans les Forces françaises libres du général de Gaulle puis il rejoint en 1943 les Forces Navales Françaises Libres. Il est envoyé à la Naval Air Station Corpus Christi au Texas où il devient pilote dans l’aéronavale.

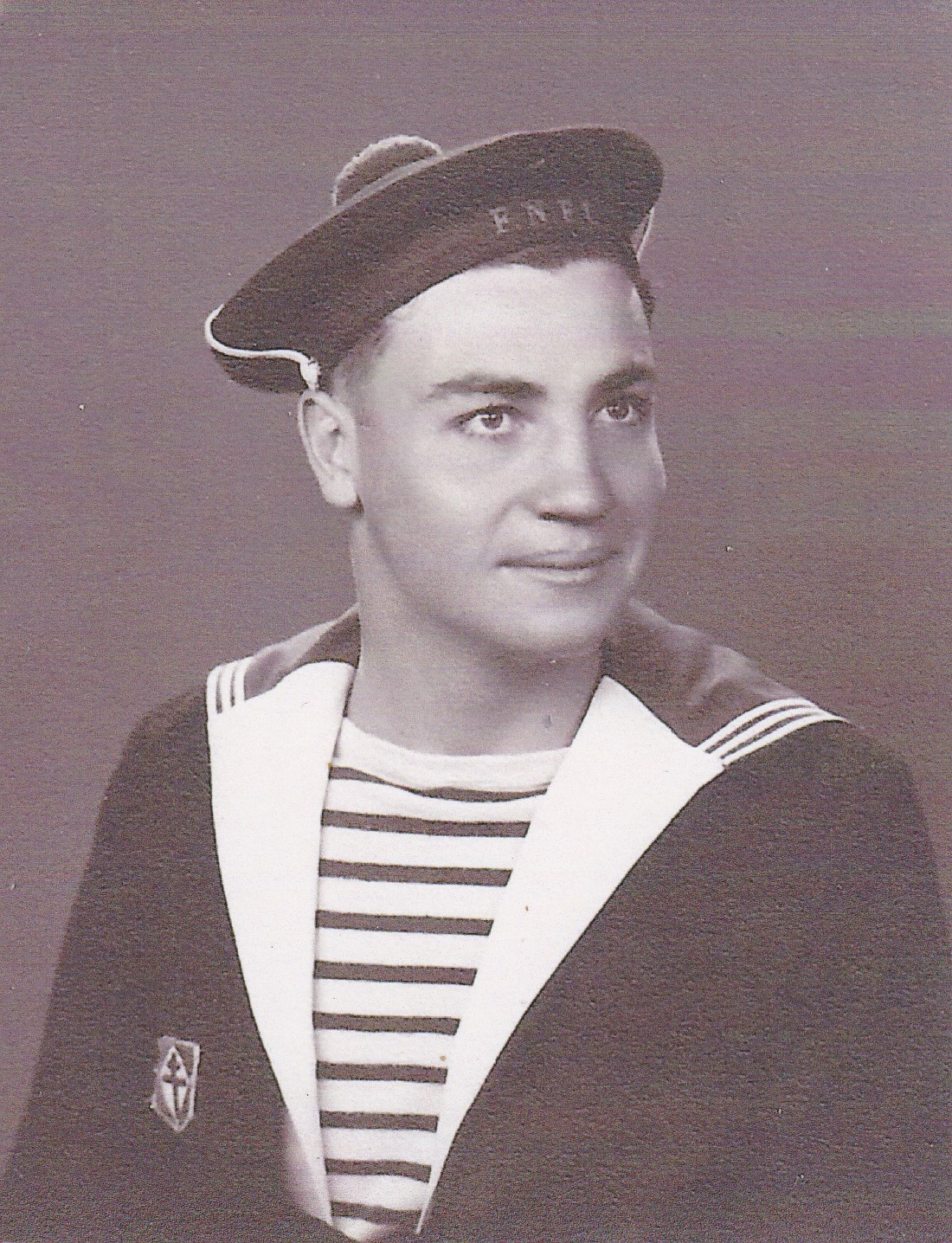
Michel Bacos, Forces Navales Françaises Libres.

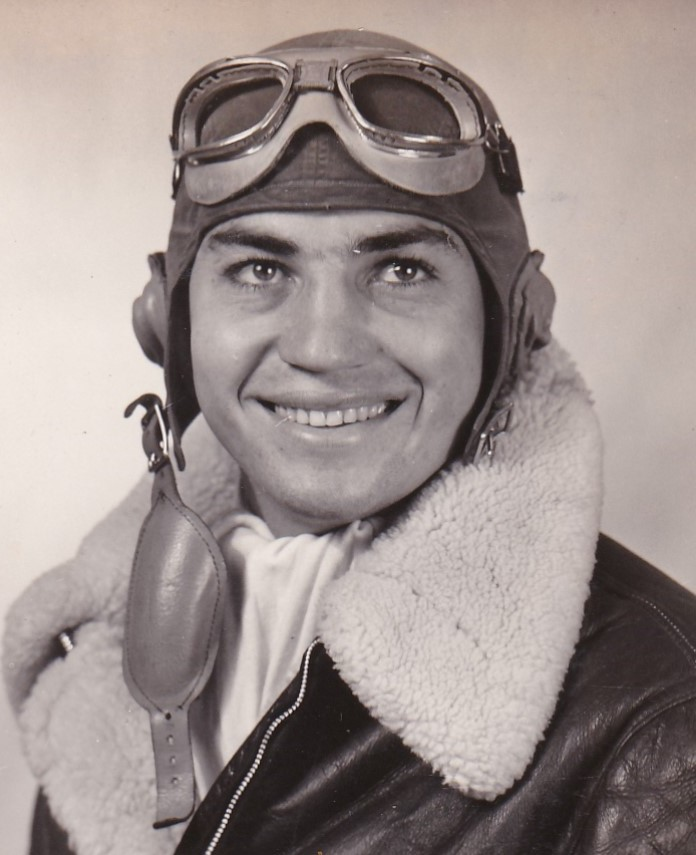
Michel Bacos Naval Air Station Corpus Christi Texas.

Dans les années 1950, il entre chez Air France comme pilote. C’est là qu’il rencontre sa femme, Rosemarie, une allemande, qui est alors hôtesse de l’air.
Le 27 juin 1976, il est commandant de bord du vol 139 d’Air France lorsque l’avion est détourné par des terroristes palestiniens et allemands à l'aéroport international d'Entebbe en Ouganda. Les 256 passagers et membres d’équipage sont pris en otage, placés dans un ancien terminal de l'aéroport et accueillis par le dictateur Amin Dada. Les Israéliens, ou ceux portant un nom à consonance juive, sont séparés des autres. Michel Bacos et l’équipage d’Air France refusent d’être libérés en même temps que 147 otages car, dit-il : « C’était notre devoir de rester avec nos passagers ». Lors de l’assaut du commando israélien, Michel Bacos crie à ses passagers : « Couchez vous, ce sont les Israéliens qui attaquent… » Plus tard un journaliste lui pose cette question : « Comment aviez vous deviné que c’étaient des soldats Israéliens ? » Michel Bacos lui repond : « Mais qui d’autre auriez-vous voulu que cela fût ? »

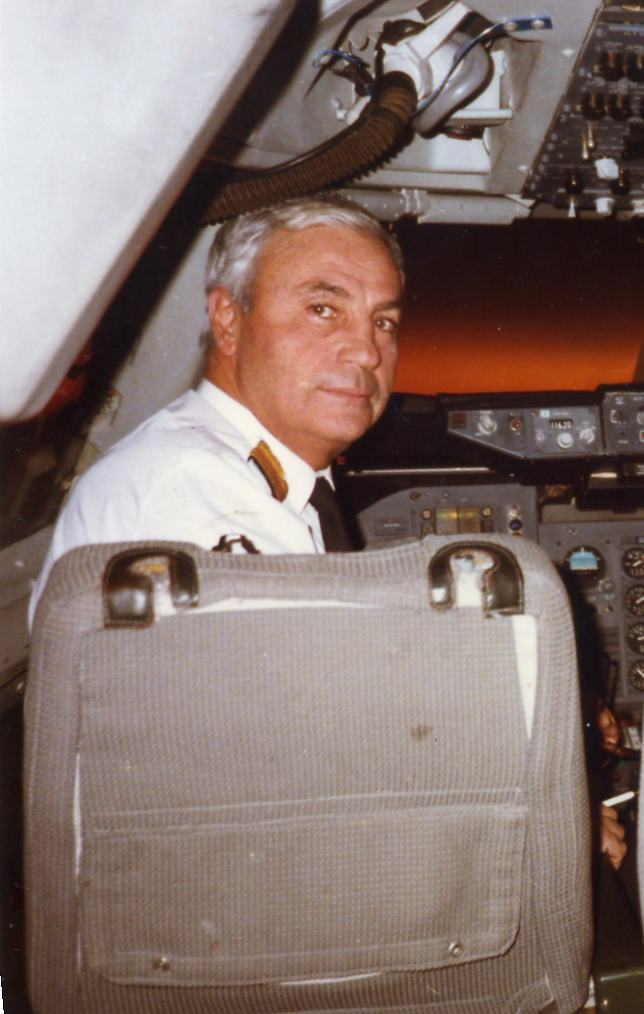
Commandant Michel Bacos.

À l'issue de la prise d'otage et de la libération des passagers par un commando israélien, le premier ministre Yitzhak Rabin et le ministre de la Défense Shimon Peres félicitent Michel Bacos et l’équipage d’Air France pour leur courage. De retour en France, le commandant de bord prend 15 jours de repos et demande que son premier vol soit à destination de Tel-Aviv. Michel Bacos est resté en contact avec certains des passagers qui vivent en Israël et notamment avec le soldat Sorin Herscu qui a été grièvement blessé à la colonne vertébrale lors de l'assaut et qui est resté paralysé.
Décoré pour sa bravoure par Israël, il est également nommé chevalier de la Légion d'honneur en 1976. Il prend sa retraite en 1984.
Michel Bacos est marié et père de trois enfants.

## Hommage
Le 31 octobre 2019, la municipalité de Netanya (Israël) inaugure une rue nommée d'après Michel Bacos, "en souvenir de sa bravoure".

## Interprétations au cinéma et documentaire
- 1977 : Mivtsa Yonatan interprété par Henri Czarniak
- 1977 : Raid on Entebbe interprété par Eddie Constantine[10]
- 2000 : Opération Thunderbolt[11], avec Michel Bacos (documentaire)
- 2018 : Otages à Entebbe[12], interprété par Brontis Jodorowsky.